# Dicranomyia lassa
Dicranomyia lassa là một loài ruồi trong họ Limoniidae. Chúng phân bố ở miền Ấn Độ - Mã Lai.